# 迈基尼基
迈基尼基是巴西巴伊亚州的一个市镇。总面积404平方公里，总人口6956人，人口密度17.2人/平方公里。